# Andy O'Brien
Andrew "Andy" James O'Brien, född 29 juni 1979 i Norwich England, är en professionell fotbollsspelare och mittback som spelar för Vancouver Whitecaps. Han är född i England men med dubbelt medborgarskap (engelskt/irländskt) och spelar för Irlands herrlandslag i fotboll, han har representerat både England och Irland på ungdomsnivå. 
Andy har ett förflutet i Leeds fotbollsakademi men blev då inte erbjuden ett proffskontrakt utan gick istället till Bradford City. Flera år senare slöt cirkeln då han 2010 köptes av Leeds United från Bolton Wanderers. Sommaren 2012 kom han överens med Leeds att avbryta kontraktet och skrev istället på för Vancouver Whitecaps i MLS.